# Psoquilla marginepunctata
Psoquilla marginepunctata är en insektsart som beskrevs av Hagen 1865. Psoquilla marginepunctata ingår i släktet Psoquilla och familjen Psoquillidae. Inga underarter finns listade i Catalogue of Life.